# Marte Elden
Pour les articles homonymes, voir Elden (homonymie).
Marte Elden née le 4 juillet 1986 à Levanger est une fondeuse norvégienne et une athlète spécialiste du demi-fond.

## Biographie
Elle fait partie d'une famille de skieurs, étant fille d'un cousin de Trond Einar et Bård Jørgen qui pratiquent le sport à haut niveau. Elle représente les clubs Namdalseid IL, Steinkjer FIK et Henning Skilag.

### Carrière en athlétisme
Elle participe à des compétitions de demi-fond, prenant part aux Championnats du monde juniors 2004. Son record personnel au 800 mètres est de 2 min 06 s 77 et au 1 500 mètres de 4 min 25 s 06.

### Carrière en ski de fond
Elden concourt de manière régulière au niveau international à partir de la saison 2004-2005 et obtient rapidement un podium en Coupe de Scandinavie à Veldre, puis un succès en gagnant la poursuite des Championnats du monde junior, où elle compte également deux succès en relais (2005 et 2006). L'année suivante, elle prend son premier départ en Coupe du monde à Beitostølen.  
En février 2008, elle marque ses premiers points dans la compétition avec le 22e rang à Otepää, avant de terminer dixième de la poursuite à Falun et d'enchaîner les apparitions à ce niveau. 
En 2009, elle est médaillée de bronze aux Championnats du monde des moins de 23 ans en skiathlon.
Dans la Coupe du monde, elle réussit au mieux une septième place à Davos en 2010 sur un dix kilomètres classique. Finalement, elle réalise sa meilleure performance lors du Tour de ski 2010-2011 qu'elle termine neuvième avec un podium lors de la dernière étape, la montée de l'Alpe Cermis.
Elle met sa carrière entre parenthèses en amont de la saison 2011-2012 pour raison de soucis de santé.

## Palmarès

### Coupe du monde
- Meilleur classement général : 20e en 2011.

#### Différents classements en Coupe du monde
| Année     | Classement général final | Classement distance | Classement sprint |
| 2007-2008 | 53e                      | 30e                 |                   |
| 2008-2009 | 81e                      | 53e                 |                   |
| 2009-2010 | 86e                      | 60e                 |                   |
| 2010-2011 | 20e                      | 18e                 | 88e               |

#### Tour de ski
- 9e en 2010-2011.

1 podium d'étape : 1 deuxième place.

### Championnats du monde des moins de 23 ans
- Médaille de bronze du skiathlon en 2009 à Praz de Lys - Sommand.

### Championnats du monde junior
- Médaille d'or de la poursuite 2 x 5 km en 2005 à Rovaniemi.
- Médaille d'or du relais en 2005.
- Médaille d'or du relais en 2006 à Kranj.

### Coupe de Scandinavie
- Meilleur classement général : 2e en 2010.
- 12 podiums, dont 2 victoires.